# Gawerdowski
Gawerdowski (russisch Гавердовский) ist ein Dorf (chutor) in Südrussland. Es gehört zur Republik Adygeja und hat 3800 Einwohner (Stand 2019). Im Ort gibt es 65 Straßen. Das Dorf wurde 1889 gegründet.

## Geographie
Das Dorf liegt im Süden des Stadtkreises Maikop, am rechten Ufer des Flusses Belaja, 19 km südöstlich der Stadt Beloretschensk. Chanskaja, Rodnikowy und Sapadny sind die nächsten Siedlungen.